# Knipolegus nigerrimus
A Knipolegus nigerrimus a madarak (Aves) osztályának a verébalakúak (Passeriformes) rendjébe és a királygébicsfélék (Tyrannidae) családjába tartozó faj.

## Rendszerezése
A fajt Louis Pierre Vieillot francia ornitológus írta le 1818-ban a Muscicapa nembe Muscicapa nigerrima néven.

## Alfajai
- Knipolegus nigerrimus hoflingi Lenciono-Neto, 1996
- Knipolegus nigerrimus nigerrimus (Vieillot, 1818)[2]

## Előfordulása
Brazília területén honos. Természetes élőhelyei a szubtrópusi és trópusi erdők, legelők, sziklás részek és cserjések.

## Megjelenése
Testhossza 18 centiméter.

## Életmódja
Rovarokkal táplálkozik.

## Természetvédelmi helyzete
Az elterjedési területe nagyon nagy, egyedszáma pedig stabil. A Természetvédelmi Világszövetség Vörös listáján nem fenyegetett fajként szerepel.